# Retrophyllum minus
Retrophyllum minus är en barrträdart som först beskrevs av Élie Abel Carrière, och fick sitt nu gällande namn av Christopher Nigel Page. Retrophyllum minus ingår i släktet Retrophyllum och familjen Podocarpaceae. Inga underarter finns listade i Catalogue of Life.
Arten förekommer endemisk i ett kulligt område med insjöar och vattendrag på Nya Kaledonien. Regionen ligger 5 till 200 meter över havet och Retrophyllum minus växer nära vattenansamlingarnas strandlinje.
Beståndet hotas av bränder och av oregelbundna vattenflöden. I en del av regionen pågår gruvdrift vad som medför vattenföroreningar. I utbredningsområdet inrättades 1997 ett naturreservat. Enligt uppskattningar finns färre än 2500 exemplar kvar. IUCN kategoriserar arten globalt som starkt hotad.